# Bieriozowka (rejon usolski)
Bieriozowka (ros. Берёзовка) – wieś (sieło) w Rosji, w Kraju Permskim, w rejonie usolskim. W 2010 liczyła 559 mieszkańców.